# Ајххорст (Мекленбург)
Ајххорст (њем. Eichhorst) општина је у њемачкој савезној држави Мекленбург-Западна Померанија. Једно је од 53 општинска средишта округа Мекленбург-Штрелиц. Према процјени из 2010. у општини је живјело 529 становника. Посједује регионалну шифру (AGS) 13055085.

## Географски и демографски подаци
Ајххорст се налази у савезној држави Мекленбург-Западна Померанија у округу Мекленбург-Штрелиц. Општина се налази на надморској висини од 62 метра. Површина општине износи 28,3 km². У самом мјесту је, према процјени из 2010. године, живјело 529 становника. Просјечна густина становништва износи 19 становника/km².